# Marquesado de Alconchel
El marquesado de Alconchel es un título nobiliario español creado el 23 de agosto de 1637 por el rey Felipe IV a favor de Fernando Jacinto de Silva y Meneses, XI conde de Cifuentes.

## Denominación
Su denominación hace referencial al municipio de Alconchel de la Estrella, en la provincia de Cuenca.

## Marqueses de Alconchel
|                        | Titular                                     | Periodo                |
| Creación por Felipe IV | Creación por Felipe IV                      | Creación por Felipe IV |
| ---------------------- | ------------------------------------------- | ---------------------- |
| I                      | Fernando Jacinto de Silva y Meneses         | 1637-1659              |
| II                     | Pedro Félix José de Silva y Meneses         | 1659-1697              |
| III                    | Fernando de Silva y Meneses                 | 1697-1749              |
| IV                     | Juan de Silva Rabatta y Meneses             | 1749-1792              |
| V                      | María Luisa de Silva y González de Castejón | 1792-1825              |
| VI                     | Juan Bautista de Queralt y Silva            | 1825-1865              |
| VII                    | Juan Bautista de Queralt y Bucarelli        | 1865-1873              |
| VIII                   | Hipólito de Queralt y Bernaldo de Quirós    | 1875-1877              |
| IX                     | Enrique de Queralt y Fernández-Maquieira    | 1877-1933              |
| X                      | Enrique Queralt y Gil Delgado               | 1933-1992              |
| XI                     | Enrique de Queralt y Chávarri               | 1992-2009              |
| XII                    | María del Pilar de Queralt y Aragón         | 2009-actual titular    |

## Historia de los marqueses de Alconchel
- Fernando Jacinto de Silva y Meneses (o de Meneses Silva)[2] (m. 25 de agosto de 1659), I marqués de Alconchel,[3] XI conde de Cifuentes,[4] hijo de Luis de Padilla y Meneses y de Juana Pacheco de Silva Girón y Alarcón, IV señora de Villarejo de Fuentes, Alconchel de la Estrella, Albadalejo del Cuende y de Piqueras.[3]

Casó el 5 de noviembre de 1637 con Isabel Ana de Padilla Gaytán (m. 8 de abril de 1653). Le sucedió su hijo.
- Pedro Félix José de Silva y Meneses[5](m. 3 de abril de 1697), II marqués de Alconchel,[3] XII conde de Cifuentes,[4] alférez mayor de Castilla, capitán general de Andalucía, y Virrey de Valencia.[3]

Contrajo matrimonio en 1660 con Elena María de Córdoba y Sfondrato (m. 5 de octubre de 1684).  Le sucedió su hijo:
- Fernando de Silva y Meneses (Villarejo de Fuentes, 23 de julio de 1663-24 de diciembre de 1749), III marqués de Alconchel,[3] XIII conde de Cifuentes,[4][5] Grande de España, alférez mayor de Castilla y capitán general de las galeras de España. Durante la Guerra de sucesión española, primero apoyó al rey Felipe V pero después al archiduque Carlos quien el 24 de abril de 1717, concedió la grandeza de España en Viena, donde el conde de Cifuentes se había exiliado.[5]

Casó en primeras nupcias el 26 de octubre de 1701 con Josefa de Velasco de la Cueva, condesa de Valverde (m. 21 de julio de 1727) y en segundas el 5 de septiembre de 1728 con la condesa Catalina Luisa Rabatta Stralsoldo (m. 1781), hija de los condes alemanes de Stralsoldo. Le sucedió su hijo del segundo matrimonio;
- Juan de Silva Rabatta y Meneses, también llamado Juan de Silva Meneses y Pacheco,[7] (m. 2 de marzo de 1792), IV marqués de Alconchel,[3] XIV conde de Cifuentes',[4] Grande de España de primera clase, alférez mayor de Castilla, presidente del Consejo de Castilla, teniente general de los Reales Ejércitos, capitán general del Reino de Mallorca y presidente de su real audiencia, embajador en Portugal, caballero de la Orden del Toisón de Oro, Gran Cruz de Carlos III, Gentilhombre de cámara con ejercicio, embajador en Portugal.

Casó en primeras nupcias el 14 de agosto de 1755 con María Sinforosa de Carvajal y Zúñiga (m. 28 de diciembre de 1761) y en segundas el 16 de abril de 1763 con María Bernarda González de Castejón, natural de Ágreda.
- María Luisa de Silva y González de Castejón (Madrid, 23 de diciembre de 1775-18 de julio de 1825), V marquesa de Alconchel,[3] XV condesa de Cifuentes,[4] IX marquesa de Gramosa,[8] dos veces Grande de España, XIII marquesa de Lanzarote, VIII condesa de la Cueva, dama noble de la Orden de María Luisa.[3][9]

Contrajo matrimonio el 2 de octubre de 1784 con Juan Bautista de Queralt de Reart y de Pinós (Barcelona, ?-7 de octubre de 1803), VII conde de Santa Coloma, Grande de España, V marqués de Albolote y III de Besora, Gran Cruz de la Orden de Carlos III, Gentilhombre de Cámara de S.M. Le sucedió su hijo:
- Juan Bautista de Queralt y Silva (Barcelona, 1786-13 de marzo de 1865), VI marqués de Alconchel,[3] XVI conde de Cifuentes,[4] X marqués de Gramosa,[8] XIV marqués de Lanzarote, VIII conde de Santa Coloma,[8] VI marqués de Besora, VI marqués de Albolote, X marqués de Albaserrada, VII conde de la Cueva, VII conde de la Rivera. Último señor jurisdiccional de Lanzarote.

Casó con María del Pilar Bucarelli y Silva, V marquesa de Vallehermoso, marquesa de Cañete, VII condesa de Gerena, X condesa de las Amayuelas, IX condesa de Fuenclara, VI marquesa de Valdecarzana, X marquesa de Taracena, XI condesa de Tahalú, vizcondesa de Ursúa. Le sucedió su hijo:
- Juan Bautista de Queralt y Bucarelli (1814-17 de abril de 1873), VII marqués de Alconchel,[11] XVII conde de Cifuentes,[4]  XI marqués de Gramosa,[8] VIII conde de Gerena,[12] VI marqués de Vallehermoso,[13] XI conde de las Amayuelas, IX conde de Santa Coloma, VII marqués de Albolote, VII marqués de Besora, XV marqués de Lanzarote, XI marqués de Albaserrada, VIII conde de la Cueva, XVII conde de Cifuentes, VIII conde de la Rivera, VII marqués de Valdecarzana, XVII marqués de Cañete, XIV marqués de Taracena, XI conde de Escalante, XVII conde de Tahalú, XII conde de Villamor.

Casó en Madrid en 1835 con María Dominga Bernaldo de Quirós y Colón de Larreátegui, dama noble de la Orden de María Luisa, hija de Antonio Bernaldo de Quirós y Rodríguez de los Ríos, VI marqués de Monreal, marqués de Santiago, VI marqués de la Cimada y de Hipólita Colón de Larreátegui y Baquedano, hija del XII duque de Veragua. Le sucedió su hijo:
- Hipólito de Queralt y Bernaldo de Quirós (Sevilla, 22 de enero de 1841-12 de junio de 1877), VIII marqués de Alconchel,[14][11] XII marqués de Gramosa,[8] IX conde de Gerena,[12] VII marqués de Vallehermoso,[13] XII conde de las Amayuelas, X conde de Santa Coloma,[8] VIII marqués de Besora, XI marqués de Alconchel, XVI marqués de Lanzarote, XII marqués de Albaserrada, IX conde de la Cueva, IX conde de la Rivera, VIII marqués de Valdecarzana, XVIII marqués de Cañete, XV marqués de Taracena, XII conde de Escalante, XVIII conde de Tahalú y XIII conde de Villamor.

Contrajo matrimonio en Madrid el 12 de diciembre de 1866 con Elvira Fernández-Maquieira y Oyanguren, hija de Remigio Fernández-Maquieira y de Frexia María de la O de Oyanguren y Squella. Le sucedió su hijo:
- Enrique de Queralt y Fernández-Maquieira (Madrid, 13 de julio de 1867-13 de enero de 1933), IX marqués de Alconchel,[12]  XIII marqués de Gramosa,[8] X conde de Gerena,[13][12] VIII marqués de Vallehermoso,[13] XVII marqués de Lanzarote,  XIII conde de las Amayuelas, XI conde de Santa Coloma,[8] IX marqués de Valdecarzana, XIX marqués de Cañete, XVI marqués de Taracena, XIII conde de Escalante, XIX conde de Tahalú, XIV conde de Villamor, X conde de la Cueva, X conde de la Rivera,[12] vizconde de Certera, vizconde del Infantado.

Casó en Zarauz el 4 de noviembre de 1909 con Brígida Gil-Delgado y Olazábal, hija de Carlos Gil-Delgado y Tacón y de Brígida de Olazábal y González de Castejón, II marquesa de Berna. Le sucedió su hijo:
- Enrique Queralt y Gil Delgado (1910-11 de abril de 1992), X marqués de Alconchel,[12] XIV marqués de Gramosa,[8] XI conde de Gerena, IX marqués de Vallehermoso,[13] XVIII marqués de Lanzarote, XII Conde de Santa Coloma,[8]  XX marqués de Cañete, XIV conde de las Amayuelas, XIV conde de Escalante, XX conde de Tahalú, XV conde de Villamor, X conde de Gerena, XI conde de la Cueva, XI conde de la Rivera,.

Casó en 1833 con María Victoria de Chávarri y Poveda, hija de Víctor Chávarri y Anduiza, I marqués de Triano, y de María Josefa de Poveda y Echagüe. Le sucedió su hijo:
- Enrique de Queralt y Chávarri (Madrid, 8 de marzo de 1935-), XI marqués de Alconchel,[12] XV marqués de Gramosa,[8] X marqués de Vallehermoso,[13] XV conde de las Amayuelas, XIII conde de Santa Coloma,  XXI marqués de Cañete, XV conde de Escalante, XXI conde de Tahalú, XVI conde de Villamor.

Casó en Madrid en 1970 con Ana Rosa de Aragón y Pineda, hija de Bartolomé Aragón Gómez y de María del Pilar de Pineda y Cabanellas, VII marquesa de Campo Santo. Cedió el título a su hija:
- María del Pilar de Queralt y Aragón (Sevilla, 7 de octubre de 1975), XII marquesa de Alconchel,[12] por carta de sucesión expedida el 25 de noviembre de 2009, publicada en el BOE el 30 de octubre de 2009.[1][15]

Contrajo matrimonio en Sevilla en 2006 con Juan Manuel Martín Hidalgo Mateos.